# 틴 타이탄 GO! 투 더 무비스
《틴 타이탄 GO! 투 더 무비스》(영어: Teen Titans Go! To the Movies)는 2018년 7월 미국의 애니메이션 영화로, 틴 타이탄 GO!를 원작으로 한다.

## 줄거리
점프 시티에서 틴 타이탄은 벌룬 맨을 막으려 하지만, 자신들을 소개하는 랩 노래를 부르며 산만해져서 저스티스 리그가 개입하게 된다. 저스티스 리그는 타이탄의 유치한 행동과 슈퍼히어로로서의 역할을 진지하게 받아들이지 않는다고 비판하며, 그들이 정당성을 증명할 장편 영화가 없다는 점을 지적한다.
배트맨 어게인 시사회에서 타이탄의 리더인 로빈은 오해로 인해 자신에 대한 영화가 있다고 착각한 후 슈퍼히어로 관객들에게 조롱당하고 비웃음을 산다. S.T.A.R. 랩스에 슈퍼빌런 슬레이드가 침입하여 크리스탈을 훔치려 하자, 타이탄은 그를 막으려 하지만 그는 타이탄을 물리치고 모욕한다.
비스트보이, 스타파이어, 사이보그, 레이븐은 로빈을 격려하기 위해 그에 대한 영화를 만들지만, 로빈은 화를 내며 끝까지 보지 않고 끄고 할리우드로 가서 영화를 찍겠다고 선언한다. 워너 브라더스 스튜디오에 도착하자, 그들은 모든 슈퍼히어로 영화를 담당하는 감독 제이드 윌슨을 만난다. 제이드는 타이탄에게 숙적이 없다는 이유로 그들을 거절한다. 숙적을 만들기 위해 타이탄은 웨인 테크에서 슬레이드로부터 크리스탈을 되찾지만, 슬레이드는 탈출하고 로빈은 팀원들과 헤어지기로 결심한다.
다음날, 제이드는 슬레이드와의 성공적인 싸움 때문에 타이탄에 대한 영화를 만들겠다고 발표한다. 레이븐, 비스트보이, 스타파이어, 사이보그는 "둠스데이(DOOMSDAY)"라고 표시된 장치를 발견하고 그것을 파괴하려 한다. 제이드는 둠스데이가 단순히 새로운 스트리밍 서비스의 약자일 뿐이라고 설명한다. 타이탄의 소동에 화가 난 제이드는 그들을 영화에서 제외하고 로빈 단독 영화를 만들기로 결정한다. 로빈은 이를 수락하고 타이탄이 서로를 방해한다고 믿으며 해체해야 한다고 결정한다. 자신의 영화를 촬영하면서 그는 자신의 결정을 후회하고 친구들을 그리워하기 시작한다.
촬영 마지막 날, 제이드는 변장한 슬레이드로 드러나며 타이탄 타워에서 크리스탈을 다시 훔쳐간다. 그는 자신이 만든 슈퍼히어로 영화들이 모든 영웅들을 촬영으로 바쁘게 하여 그들이 자신들의 도시에서 기술을 훔쳐 둠스데이를 만드는 동안 주의를 분산시키기 위한 것이었음을 밝힌다. 둠스데이를 통해 그는 사람들의 마음을 조종하고 세상을 정복할 계획이다. 그는 또한 로빈과 그의 친구들 사이에 고의적으로 불화를 일으켜 그들을 패배시키려 했다. 슬레이드는 타이탄 타워를 파괴하지만 로빈은 탈출한다. 그는 친구들에게 전화하여 사과하고, 그들은 돌아와 그와 화해한다.
로빈: 더 무비 시사회에서 타이탄은 슬레이드의 변장을 벗겨내지만, 그는 크리스탈의 힘을 사용하여 저스티스 리그를 정신 지배하고 타이탄을 공격하게 한다. 그러나 슬레이드는 파워 장치를 사용하여 로빈을 최면술에 걸고 친구들을 공격하라고 지시한다. 타이탄은 로빈에게 그가 타이탄의 영웅임을 상기시키기 위해 직접 만든 영화를 보여주어 로빈을 정상으로 되돌린다. 팀은 랩 노래를 사용하여 슬레이드를 물리치고 크리스탈을 파괴하여 다른 영웅들과 전 세계를 최면 상태에서 벗어나게 한다. 저스티스 리그는 마침내 타이탄을 진정한 영웅으로 인정하고 로빈은 영화 없이도 영웅이 될 수 있고 자기 자신이 될 수 있다는 것을 깨달았다고 말한다.
쿠키 영상에서 2003년 타이탄은 돌아올 방법을 찾았다고 말하며, 틴 타이탄 GO! 대 틴 타이탄으로 이어지는 다리를 만든다.

## 출연

### 주연
- 그렉 사이프스
- 스콧 멘빌
- 타라 스트롱
- 힌든 월치
- 윌 아넷
- 크리스틴 벨